# Carpark North
Carpark North, danskt electrorockband bildat år 1999 i Århus.
Grunden för Carpark North lades på Mellerup Efterskole, där Søren Balsner och Lau Højen möttes och bildade ett band. Detta band spelade i det nationella mästerskapet i rock 1997. Søren och Lau delade på sig efter Mellerup och Lau började sin utbildning på gymnasiet - Aarhus Katedralskole. Här började han på ett band - "Spacekraft" och träffade Morten Thorhauge en ung trummis från Søften. Efter ett par månader bildade Lau och Morten sitt eget band, och kontaktade Søren.
De första tonerna av Carpark North spelades på en varm sommardag i juli 1999 i Århus, Danmark.
Bandets första demo "Carstereo" från 2001 kom att bli Danmarks bäst sålda demo genom tiderna med 3000 sålda exemplar . Första albumet, Carpark North sålde första veckan hela 10.000 exemplar och sedan även platinum. Namnet "Carpark North" skapades från electro och rock genrerna: "Carpark" står för parkeringshus, kanter, ojämnheter, metall - rocken, och "North" står för norrsken, stjärnor eterisk elektronik. Carpark North signade med Svedala/Sony Music i Sverige för internationell release under 2010 och har släppt ett album internationellt hittills; Lost, som är ett album baserat på många av bandets tidigare hits från deras danska album, dock som är nyproducerade. 2011 var Carpark North förband till Takida & Europe på deras gemensamma Tältturné. Carpark North har sedermera släppt album med stora framgångar i Danmark och gör fortfarande utsålda spelningar på hemmaplan. 

## Diskografi
- 2003 - Carpark North
- 2005 - All Things To All People
- 2008 - Grateful
- 2010 - Best Days
- 2010 - Lost

## Bandmedlemmar
- Søren Balsner, bakgrundssång, talkbox, keyboard/piano och bas
- Lau Højen, sång och gitarr
- Morten Thorhauge, bakgrundssång, trummor och andra slaginstrument

## Priser
- DMA (Danish Music Awards) (2006) - Årets bästa video (Human)
- Robert (2004) - Årets bästa filmmusik (Transparent & Glasslike)
- Zulu Award (2004) - Årets nya namn
- P3 Guld (2003) - Årets hit (Transparent & Glasslike)
- Gaffa Prisen (2003) - Årets nya namn
- P3 Prisen (2001) - Upcommingprisen MP3 Prisen
- Randers Mästerskapet i Rock (2000)
- Midtjyllands Talent (1999)

Dessutom nominerade för följande priser: 
- DMA (2011) - Årets bästa musikvideo (Burn it)
- DMA (2011) - Årets bästa liveakt
- DMA (2009) - Årets danska grupp
- DMA (2009) - Årets danska rockutgivelse
- P3 Guld (2008) - P3 Artist
- DMA (2004) - Årets Hit (Transparent & Glasslike)
- Gaffa Prisen (2004) - Årets danska band
- Gaffa Prisen (2004) - Årets danska album
- Gaffa Prisen (2004) - Årets danska hit
- Gaffa Prisen (2004) - Årets danska liveakt

Denna artikel är helt eller delvis baserad på danska Wikipedias motsvarande artikel.